# آنیالا

نشان رسمی آنیالا

آنیالا شهری در جنوب فنلاند بود که در سال ۱۹۷۵ با سیپْپولا ادغام شد و ناحیه جدید آنیالان‌کسکی نامیده شد. این ناحیه نیز بعداً با کوولا ادغام شد.